# Вимірювання

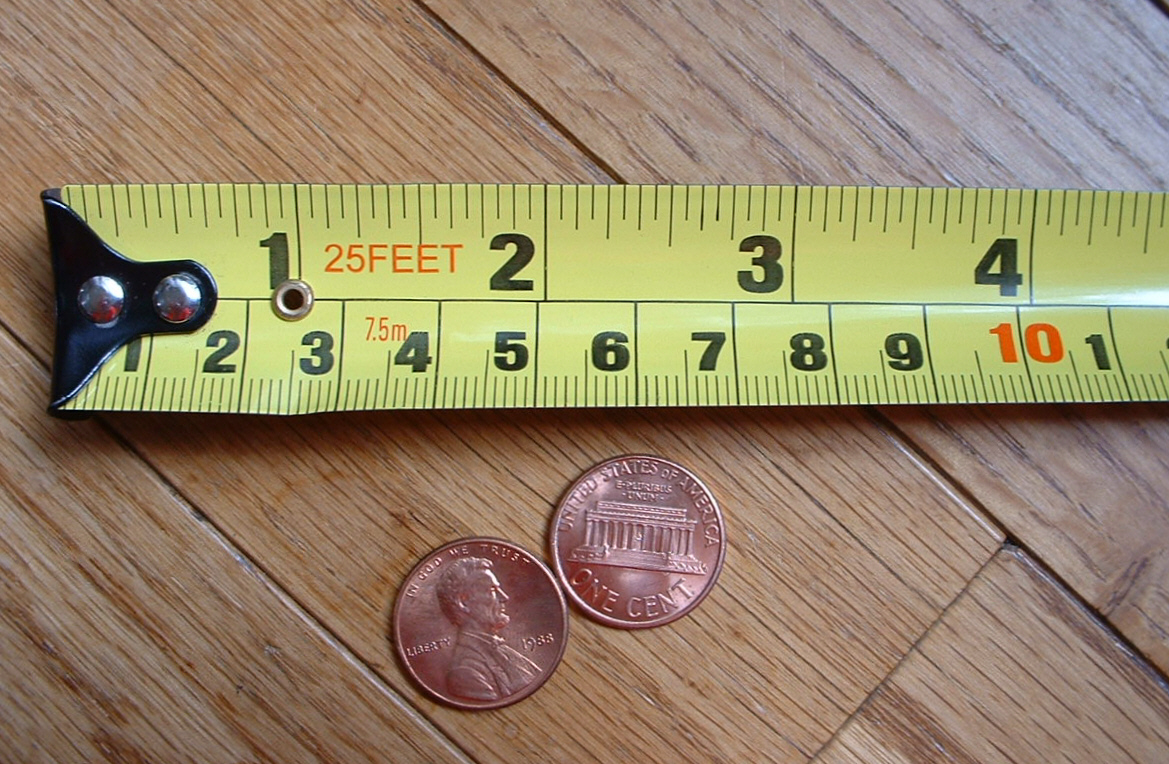
Типова вимірювальна стрічка з метричними та британськими одиницями вимірювання і дві центові монетки для порівняння.

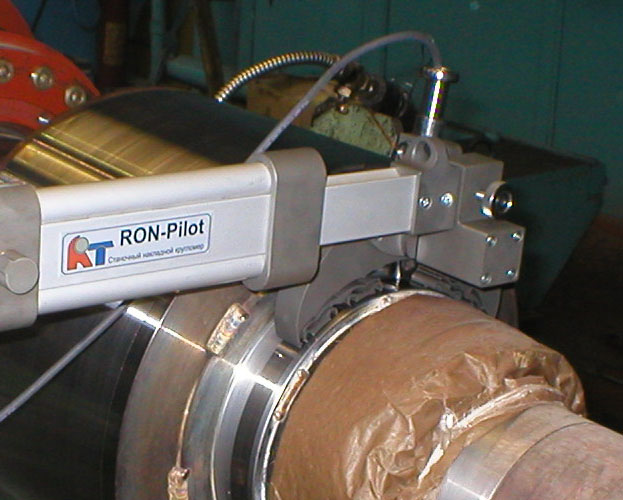
Прилад для вимірювання відхилень від круглості.

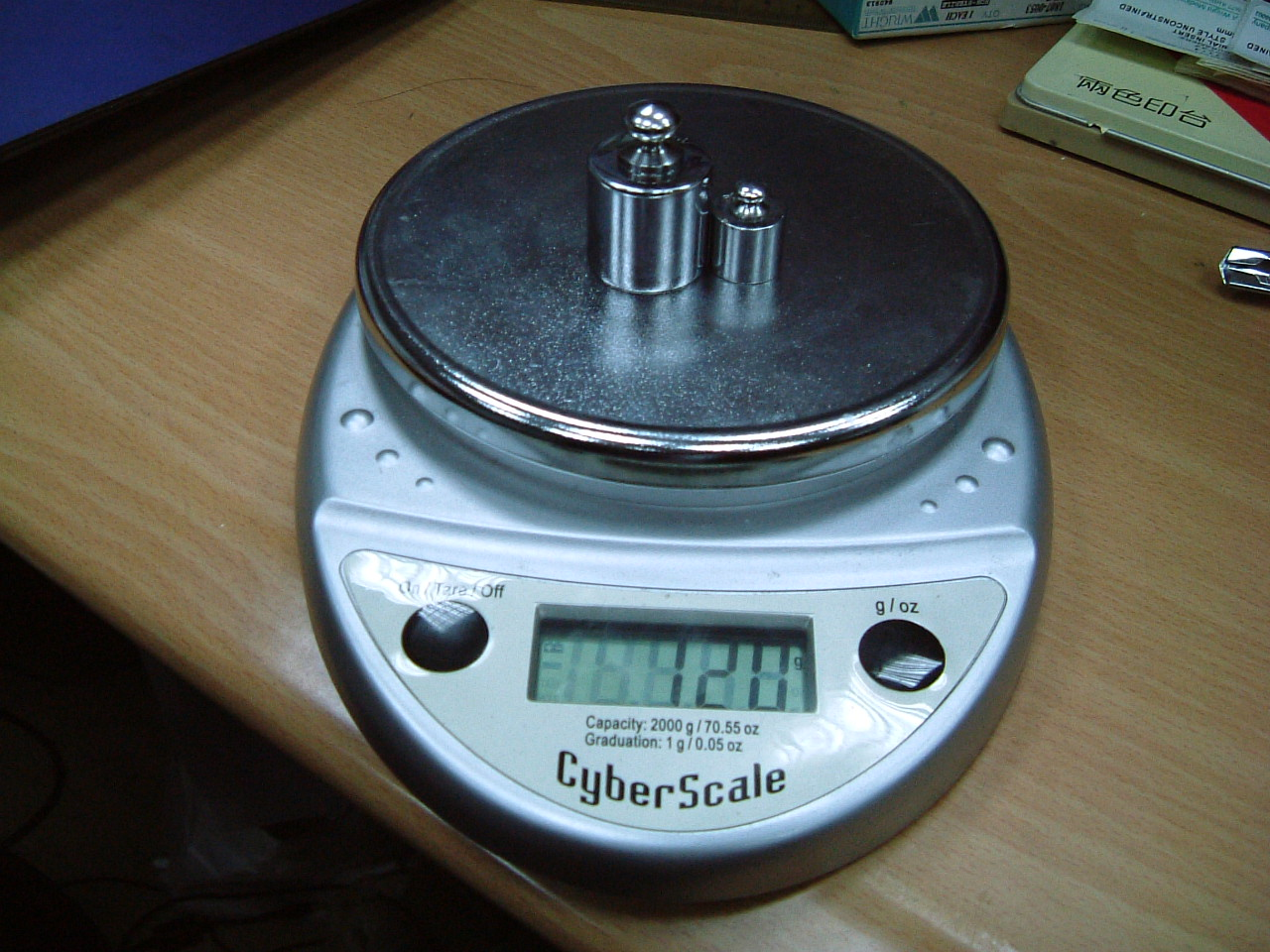
Лабораторні ваги.

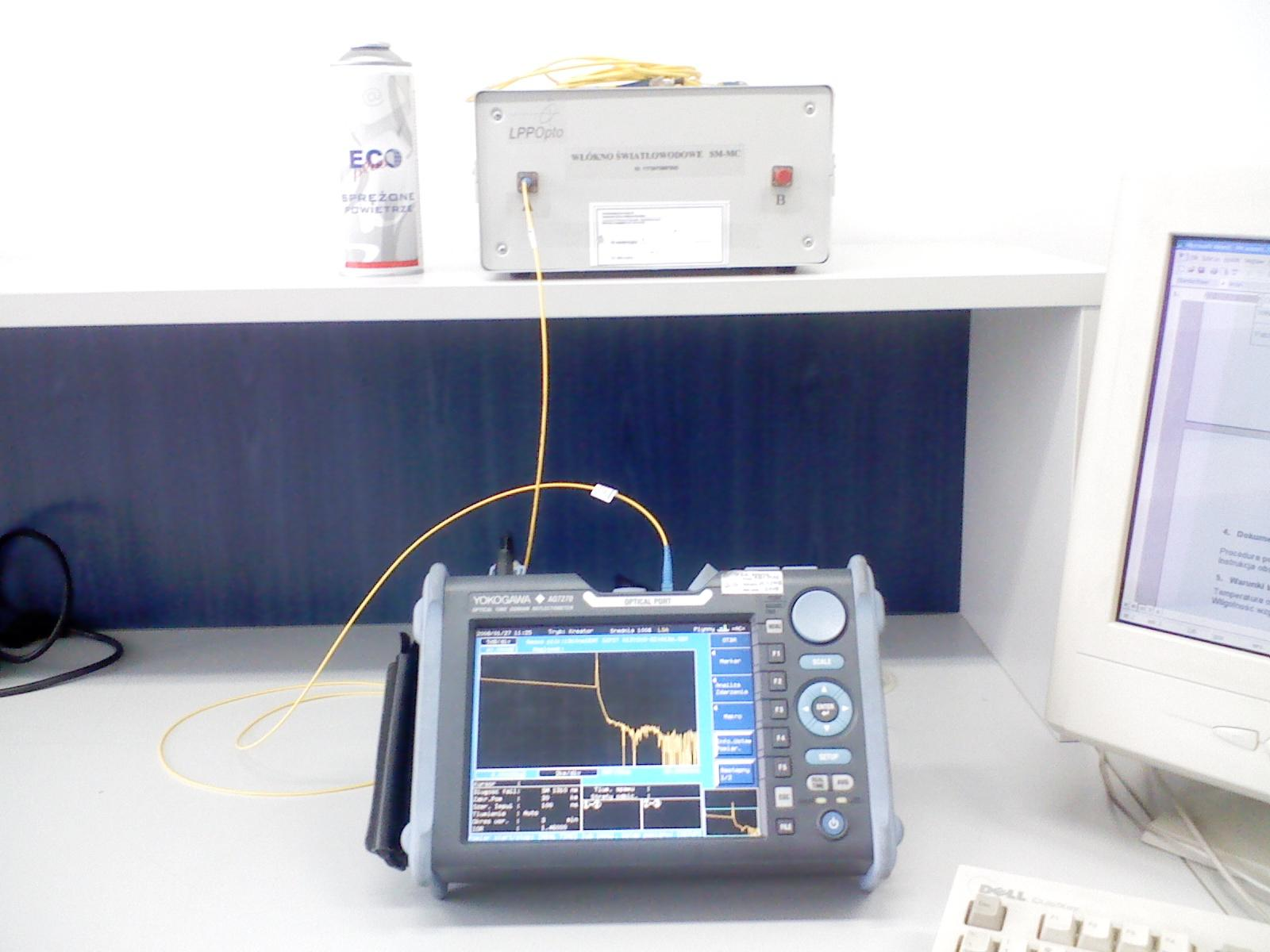
Оптичний рефлектометр реального часу Yokogawa AQ7270 в процесі калібрування.

Вимі́рювання — пізнавальний процес визначення числового значення вимірюваної величини; дія, спрямована на знаходження значення фізичної величини дослідним шляхом, порівнюючи її з одиницею вимірювання за допомогою засобів вимірювальної техніки.
Числове значення вимірюваної величини — число, яке виражає відношення між двома величинами однакової природи — вимірюваною та одиницею вимірювання.
Згідно із ДСТУ 2681-94:
Вимірювання — відображення фізичних величин їх значеннями, за допомогою експерименту та обчислень із застосуванням спеціальних технічних засобів.
У цьому визначенні закладені такі головні ознаки поняття «вимірювання»:
- вимірювати можна властивості реально існуючих об'єктів пізнання — фізичні величини;
- вимірювання вимагає проведення дослідів, тобто теоретичні міркування чи розрахунки не замінять експеримент;
- результатом вимірювання є фізична величина, котра відбиває значення вимірюваної величини;

Згідно із Законом України «Про метрологію та метрологічну діяльність», що набрав чинності з 01.01. 2016 року, вимірюванням вважається процес експериментального визначення одного або декількох значень величини, які можуть бути обґрунтовано приписані величині.

## Технічні засоби вимірювання
Засіб вимірювальної техніки — технічний засіб, який застосовується під час вимірювань фізичних величин і має нормовані метрологічні характеристики.
До засобів вимірювальної техніки належать міри фізичних величин, вимірювальні прилади, вимірювальні перетворювачі, вимірювальні установки,  вимірювальні системи.

## Сутність
В науці вимірювання є одним з основних засобів пізнання навколишнього світу, в підсумку якого отримується вимірювальна інформація. 
Сутність найпростішого вимірювання полягає в порівнянні розміру фізичної величини {\displaystyle Q} з розмірами вихідної величини регульованої багатозначної міри {\displaystyle q[Q]}. У результаті порівняння встановлюють, що: {\displaystyle q[Q]<Q<(q+1)[Q]}.
Звідси виходить, що
{\displaystyle q=\operatorname {Int} (Q/[Q])},
де {\displaystyle \operatorname {Int} (X)} — функція, що виділяє цілу частину числа {\displaystyle X}.
Основне рівняння теорії вимірювань має вигляд:
{\displaystyle Q=q\left[Q\right]},
де
{\displaystyle Q} — значення фізичної величини;
{\displaystyle q} — числове значення фізичної величини, тобто число, рівне відношенню розміру фізичної величини до розміру одиниці вимірювання.
{\displaystyle [Q]} — одиниця вимірювання, тобто це фізична величина певного розміру, якій присвоєно числове значення, рівне одиниці.

## Природа
Вимірювання можливе завдяки наявності кількісних характеристик в об'єктах матеріальної дійсності, здатності цих об'єктів змінюватися в широких межах, не втрачаючи якісної своєрідності.

## Елементи
Вимірювання передбачає такі основні складові елементи: об'єкт вимірювання, тобто вимірювану величину, спостерігача або технічний пристрій, що сприймає результати вимірювання, прилади для вимірювання, умови навколишнього середовища, в яких проводяться вимірювання, одиницю вимірювання, метод вимірювання і остаточний результат вимірювання.

## Процедура вимірювання та вимірювальні операції
Вимірювання виконуються за процедурою, яка називається методикою вимірювання.
Процедура вимірювання — це послідовність вимірювальних операцій, що забезпечує вимірювання згідно з обраним методом. Отже, процедура вимірювання складається з вимірювальних операцій.
Вимірювальна операція — це операція з фізичними величинами або їх значеннями під час вимірювання. До вимірювальних операцій належать: відтворення фізичної величини, порівняння фізичних величин і вимірювальне перетворення.
- Відтворення фізичної величини — вимірювальна операція, що полягає у створенні та (чи) зберіганні фізичної величини заданого значення.
- Порівняння фізичних величин — вимірювальна операція, що полягає у порівнянні двох розмірів (значень) однорідних фізичних величин.
- Вимірювальне перетворення фізичних величин — вимірювальна операція, під час якої одна фізична величина перетворюється в іншу, функціонально з нею зв'язану. Фізичний ефект, на якому ґрунтується вимірювальне перетворення, називають принципом вимірювального перетворення. Вимірювальні перетворення поділяють на перетворення без зміни роду та зі зміною роду вихідної фізичної величини, а також на лінійні та нелінійні за видом функціональної залежності (лінійна чи нелінійна) між початковою величиною й тією величиною, що одержують після перетворення. Одним з поширених видів лінійного перетворення фізичної величини є масштабне вимірювальне перетворення, під яким розуміють лінійне вимірювальне перетворення фізичної величини без зміни її роду.

### Вимірювальне устаткування
Вимірювальне устаткування – сукупність функціонально об'єднаних засобів вимірювань (вимірювальних приладів, вимірювальних перетворювачів) та допоміжних пристроїв; призначена для вироблення сигналів вимірювальної інформації у формі, зручній для безпосереднього сприйняття спостерігачем, й розташована в одному місці. 
При проведенні випробувань на випробувальних стендах необхідно дотримуватись наступних умов:
оскільки випробування машин – це експериментальне визначення конструктивних і експлуатаційних властивостей машин для виявлення їх відповідності технічним вимогам або для досконалого вивчення реальних процесів, що відбуваються в машинах, то чинники, які діють на випробовуваний об’єкт при випробуванні на лабораторному стенді, а також режими його функціонування, повинні бути максимально наближені до реальних;
вимірювальне устаткування випробувального стенда повинне гарантувати точність одержуваних параметрів та мати відповідну документацію (повірка обладнання);
експлуатація випробувального стенда повинна відповідати нормам техніки безпеки.

## Забезпечення єдності вимірювань в Україні
Успішне вирішення наукових і технічних задач, у тому числі забезпечення якості продукції у значній мірі залежить від ступеня досягнення єдності і достовірності (точності) вимірювань.
Єдність вимірювань — стан вимірювань, за якого їхні результати виражені в узаконених одиницях, а похибки або невизначеності вимірювань відомі із заданою ймовірністю і не виходять за встановлені границі. Єдність вимірювань необхідна для забезпечення порівнюваності результатів вимірювань, проведених у різних місцях, в різний час з використанням різних методів і засобів вимірювання.
Точність вимірювань — характеристика ступеня наближення результату вимірювання до істинного значення вимірюваної величини. Для конкретних умов і цілей вимірювання існує свій раціональний рівень точності, котрий недоцільно перевищувати через зростання складності відповідних вимірювань.
Питання єдності і точності вимірювань вивчаються метрологією — наукою про вимірювання, методи і засоби забезпечення їхньої єдності і способи досягнення необхідної точності.
Забезпечення єдності і точності вимірювань в Україні покладено на Національну метрологічну службу.  
Ця служба відіграє особливу роль. У сучасній промисловості затрати праці на виконання вимірювань складають близько 10% загальних затрат праці на всіх стадіях створення і експлуатації продукції, а в окремих галузях промисловості досягають 50-60% (електронна, радіотехнічна тощо). Ефективність цих затрат визначається достовірністю і відтворюваністю вимірювань, які можуть бути досягнуті лише в умовах добре організованого метрологічного забезпечення господарства країни.
Забезпечення єдності вимірювань ґрунтується на п'яти основах: науковій, законодавчій,технічній, організаційній і нормативній. Науковою основою є наука метрологія. Законодавчою основою є Закон України "Про метрологію та метрологічну діяльність" та нормативно-правові акти в сфері метрології. Технічну основу складають національні еталони, вторинні та робочі еталони, робочі засоби вимірювальної техніки, система стандартних зразків складу і властивостей речовин та матеріалів, а також система стандартних довідкових даних про фізичні сталі та властивості речовин і матеріалів. Організаційною основою виступає Національна метрологічна служба. Нормативною основою є національні стандарти, настанови, правила, положення та рекомендації, направлені на забезпечення єдності вимірювань в Україні.

## Класифікація вимірювань
За фізичною природою вимірюваних величин вимірювання розподіляють на області і види. Під областю вимірювань фізичних величин розуміють фізичні величини, які властиві певній галузі науки та техніки й виділяються своєю специфікою. Вид вимірювань є частиною області вимірювань, що має свої особливості й відрізняється однорідністю вимірюваних величин. Поділ вимірювань на області та види не є сталим, він залежить від об'єктивних і суб'єктивних факторів. Один із варіантів такого поділу вимірювань, прийнятий Держстандартом України розглядає вимірювання:
- геометричних величин (довжини, переміщення, кутів, плоских і складних геометричних форм, шорсткості, круглості та ін.);
- механічних величин (маси, густини, сили, крутного моменту, деформації та ін.);
- параметрів потоку, витрат, рівня й об'єму речовин;
- тиску, вакуумні вимірювання;
- оптичних і оптико-фізичних величин;
- теплофізичних величин і температури;
- часу і частоти;
- електричних і магнітних величин;
- в радіоелектроніці;
- акустичних величин;
- фізико-хімічного складу і властивостей речовин;
- характеристик іонізуючих випромінювань і ядерних констант.

Крім цього, вимірювання класифікують за такими ознаками:
- за характеристиками точності числових значень вимірюваної величини вимірювання поділяються на два види:
  - Метрологічні вимірювання, котрі поділяються на:
    - Вимірювання з максимально можливою точністю відповідно до наявного технічного рівня. Це вимірювання за допомогою еталонів і спрямовані насамперед на відтворення встановлених одиниць фізичних величин або ж фізичних констант.
    - Контрольно-повірочні вимірювання, похибки вимірювання яких не перевищують деяких наперед заданих значень. До них належать лабораторні вимірювання фізичних величин за допомогою зразкових засобів вимірювання високої точності.

  - Технічні вимірювання — вимірювання що проводяться у промислових умовах і визначаються зазвичай нижчим класом точності засобів вимірювання, ніж у попередніх двох випадках.
- за числом вимірювань у ряді вимірювань — на разові та багаторазові. Найпоширенішими є одноразові вимірювання, тобто вимірювання фізичної величини виконані один раз. Проте в цілій низці практичних випадків, зокрема при використанні результатів вимірювань для прийняття рішень про стан якогось об'єкта або при виконанні вимірювань з підвищеною точністю, вимірювання одного і того самого розміру фізичної величини здійснюються декілька разів, тобто багаторазово. Отже, до багаторазових вимірювань слід віднести ті вимірювання, результат яких отримують шляхом обробки результатів повторних вимірювань фізичної величини одного і того самого розміру, виконаних більше трьох разів. Це пояснюється тим, що саме за таких умов для обробки результатів вимірювань можуть бути використані методи математичної статистики. Вимірювання одного і того самого розміру фізичної величини, які повторюються два або три рази, допускається називати дво- або триразовими;
- за характером зміни вимірюваної величини в часі — на статичні та динамічні:
  - Статичні вимірювання — це вимірювання, при яких протягом певного проміжку часу вимірювана величина майже не змінюється або ж її значення змінюється поступово згідно з технологічним процесом.
  - Динамічні вимірювання — вимірювання, які показують зміну вимірюваної величини в часі при різних збуреннях, що впливають на об'єкт дослідження або ж на спосіб вимірювання. Динамічні вимірювання дають можливість вивчати динамічні властивості об'єкта і засобів вимірювальної техніки, особливо давачів (первинних вимірювальних перетворювачів).
- за відображенням результатів вимірювання — абсолютні та відносні:
  - Абсолютними називаються вимірювання, значення яких подані у абсолютних одиницях фізичних величин (тиск у паскалях, довжина у метрах, час у секундах і т. д.).
  - Відносними називаються вимірювання, значення яких подані як відношення вимірюваної величини до однойменної, умовно прийнятої за одиницю, або ж у відсотках (наприклад, швидкість руху виражена числом Маха, вологість повітря у відсотках від повного насичення).
- за способом одержання числового значення вимірюваної величини — прямі; непрямі (опосередковані, сумісні та сукупні):
  - При прямому вимірюванні результат одержують безпосередньо за експериментальними даними (вимірювання довжини лінійкою, вимірювання температури термометром, вимірювання тиску манометром). Вони є найпоширенішими.
  - При непрямому вимірюванні числове значення величини відшукують не безпосередньо, а на основі вимірювання інших величин, пов'язаних з вимірюваною величиною відомою математичною залежністю (визначення об'єму рідини у циліндричній посудині за висотою рідини в ній та площею дна {\displaystyle V=Sh}; густини рідини за масою і її об'ємом — {\displaystyle \rho =m/V}).
    - Опосередковане вимірювання — непряме вимірювання однієї величини з перетворенням її роду чи обчисленнями за результатами вимірювань інших величин, з якими вимірювана величина пов'язана явною функційною залежністю[1]. Характерним для опосередкованих вимірювань є функціональне вимірювальне перетворення, яке здійснюється або шляхом фізичного вимірювального перетворення, або шляхом числового вимірювального перетворення.
    - При сумісних вимірюваннях значення декількох одночасно вимірюваних різнорідних величин отримують розв'язанням рівнянь, які пов'язують їх з іншими величинами, що вимірюються прямо чи опосередковано[1]. Переважно, результати таких вимірювань використовують у наукових дослідженнях.
    - При сукупних вимірюваннях значення декількох одночасно вимірюваних однорідних величин отримують розв'язанням рівнянь, що пов'язують їх різні сполучення, що вимірюються прямо чи опосередковано[1] (наприклад, визначення коефіцієнта лінійного теплового розширення).

## Основні характеристики вимірювань

### Похибка вимірювання
Важлива ознака вимірювання — точність. Ступінь точності змінюється залежно від вимог, які ставлять до результату вимірювання. На практиці не тільки неминучі, а й допустимі різні похибки вимірювання. Розроблено спеціальні методи оцінки й компенсації цих похибок.
Якість результатів вимірювання характеризується надійністю, правильністю і точністю. 
Відсутність надмірних похибок (промахів) характеризує надійність результатів і досягається організацією вимірювання. Вилучення систематичних похибок характеризує правильність результатів і досягається за допомогою введення спеціальних коефіцієнтів або поправок. Випадкові похибки є неминучими, а їхні величини і закон розподілу характеризують точність результатів вимірювання.

### Принципи, засоби та методи вимірювання
З метою забезпечення точності вимірювань фізичних величин у метрології розроблені способи використання принципів і засобів вимірювальної техніки, дотримання яких дозволяє уникнути при отриманні результатів вимірювань низки систематичних і випадкових похибок.
Принцип вимірювання — фізичне явище або сукупність фізичних явищ, які покладені в основу вимірювання певної фізичної величини. Наприклад, вимірювання температури за допомогою використання термоелектричного явища, зміни електричного опору терморезистора чи зміни тиску термометричної речовини манометричного термометра та ін.
Метод вимірювання — сукупність способів використання засобів вимірювальної техніки та принципів вимірювань для створення вимірювальної інформації.
У виробництві та повсякденному житті у процесі вимірювань переважно застосовують прямі методи, що забезпечують визначення шуканої величини безпосередньо за експериментальними даними. До прямих методів вимірювання належать (перелік не є вичерпним):
- Метод безпосередньої оцінки — вимірювана величина зчитується безпосередньо з шкали, табло чи екрану показувального пристрою вимірювального приладу (наприклад, вимірювання зусилля пружинним динамометром, визначення маси зважуванням на циферблатній вазі, вимірювання електричного струму амперметром). Вимірювання цим методом не є складним, проте точність невисока, але простота методу, швидкість процесу вимірювання визначив його широке застосування на практиці.
- Метод порівняння з мірою полягає в тому, що вимірювана величина порівнюється з величиною, що відтворена мірою (міра — це засіб вимірювань, що реалізує відтворення та (або) збереження фізичної величини заданого значення[1]). Він відрізняється постійною участю міри в процесі вимірювань (причому за показниками вимірювального приладу оцінюється лише частина вимірюваної величини). Результат вимірювання визначається як сума значень порівняльної міри (наприклад, зважування на аналітичній вазі) і показу вимірювального приладу. Точність методу порівняння значно вища за точність методу безпосередньої оцінки, але складність застосовування приладів і самого процесу вимірювання інколи обмежує його застосування. Цей метод за технічними особливостями може бути реалізований як:
  - Метод зіставлення — це метод порівняння з мірою, коли вимірювана і відтворена мірою величини одночасно діють на пристрій порівняння. Значення шуканої величини визначається після досягнення рівноваги (наприклад, визначення маси на вазі важільного типу, як суми мас гир, що її зрівноважують).
  - Компенсаційний метод вимірювання полягає у порівнянні величини з мірою, а результат впливу величин на прилад зводиться до нуля. Цей метод використовується в автоматичних вимірювальних приладах: вимірювальних мостах, потенціометрах, аналізаторах рідин та газів та ін.
  - Диференціальний (різницевий) метод полягає у визначенні вимірювальним приладом різниці між вимірювальною величиною та відомої (відтвореної) величини (наприклад, вимірювання надлишкового тиску диференційним манометром). Точність диференціального методу зростає зі зменшенням різниці між порівнюваними величинами.
  - Метод одного збігу (ноніусний) полягає у тому, що збігання між вимірюваною величиною і величиною відтвореною мірою визначається за збігом міток шкал або періодичних сигналів. Цей метод використовують при вимірюванні точних сигналів часу, частоти обертання з використанням стробоскопа, розмірів штангенциркулем тощо.
  - Метод подвійного збігу (метод коінциденції) полягає в одноразовому порівнянні n зістикованих вимірюваних величин X одного і того самого розміру із зразковою величиною Х0, що відтворюється багатозначною нерегульованою мірою зі ступенем ΔХ0. Результат вимірювання визначається за формулою

{\displaystyle X=N{\frac {\Delta X_{0}}{n}}}.
- Метод заміщення — це метод порівняння, в якому вимірювана величина X заміщується величиною Х0, що відтворюється регульованою мірою. Точність методу заміщення залежить тільки від похибки міри і практично не залежить від систематичної похибки вимірювального приладу, що є суттєвою перевагою методу заміщення. Метод використовується у засобах вимірювальної техніки високої точності, в тому числі в еталонах.

### Збіжність вимірювань
У більшості випадків вимірювання — це багаторазове спостереження величини, що вимірюється. При цьому одержують сукупність результатів вимірювання, які необхідно сумісно обробити для одержання результату. Уточнений результат вимірювання одержують шляхом вилучення систематичних і випадкових похибок.
Збіжність вимірювань — характеристика якості вимірювань, що відображає близькість повторних результатів вимірювань однієї і тієї ж величини в однакових умовах.

### Відтворюваністьвимірювань
Відтворюваність вимірювань — характеристика якості вимірювань, що відображає близькість результатів вимірювань однієї й тієї самої величини, виконаних у різних умовах (у різний час, у різних місцях, різними методами і засобами) але приведені до однакових умов вимірювання (температура, тиск, вологість та ін.).

## Статистична обробка результатів вимірювань

### Прямі вимірювання
Визначення фізичної величини х за результатами проведених вимірювань проводиться в такій послідовності:
- Проводять n вимірювань фізичної величини x, внаслідок яких отримують ряд значень x1, x3, x3, …, xn.
- Обчислюють найімовірніше значення вимірюваної величини, яким є середнє арифметичне з результатів окремих вимірювань:

{\displaystyle {\tilde {x}}={\frac {x_{1}+x_{2}+x_{3}+...+x_{n}}{n}}={\frac {1}{n}}\sum _{i=1}^{n}x_{i}}.
Середнє значення вимірюваної величини {\displaystyle {\tilde {x}}} наближається до істинного x при дуже великому числі вимірювань. При кінцевому числі вимірювань n це виконується з похибкою, і результат вимірювань подається у вигляді довірчого інтервалу {\displaystyle ({\tilde {x}}-\Delta x)\leq x\leq ({\tilde {x}}+\Delta x)}, в якому буде знаходитись шукана величина x з імовірністю {\displaystyle \alpha }, що називається довірчою ймовірністю, або надійністю. Довірча ймовірність показує, яка частина вимірювань при великому їх числі потрапляє в довірчий інтервал.
Для розрахунку абсолютної похибки {\displaystyle \Delta x}, що визначає нижню і верхню межі довірчого інтервалу, необхідно виконати такі дії:
- Знаходять відхилення результатів кожного вимірювання від середнього значення:

{\displaystyle \Delta x_{1}={\tilde {x}}-x_{1};\Delta x_{2}={\tilde {x}}-x_{2};...;\Delta x_{n}={\tilde {x}}-x_{n}}
і обчислюють суму квадратів відхилень від середнього:
{\displaystyle \sum _{i=1}^{n}(\Delta x_{i})^{2}=(\Delta x_{1})^{2}+(\Delta x_{2})^{2}+...+(\Delta x_{n})^{2}}
- Задаються довірчою ймовірністю вимірюваної величини α.
- За значенням довірчої ймовірності α і числа вимірювань n з таблиць знаходять значення коефіцієнта Стьюдента {\displaystyle t_{\alpha ,n}}.
- Визначають абсолютну похибку за формулою розподілу Стьюдента

{\displaystyle \Delta x=t_{\alpha ,n}{\sqrt {\frac {\sum _{i=1}^{n}(\Delta x_{i})^{2}}{n(n-1)}}}}.
Абсолютна похибка {\displaystyle \Delta x} (а також і довірчий інтервал) тим менша, чим менший коефіцієнт Стьюдента, який у свою чергу можна змінити збільшенням числа вимірювань n, заданням меншої довірчої імовірності α чи зменшенням похибок окремих вимірювань.
- Наступним кроком розраховують відносну похибку, що також характеризує точність вимірювань:

{\displaystyle \delta ={\frac {\Delta x}{\tilde {x}}}}.
- Остаточний результат подається у вигляді значень величини з довірчим інтервалом та відносної похибки:

{\displaystyle x=({\tilde {x}}\pm \Delta x)_{\alpha };\delta \%={\frac {\Delta x}{\tilde {x}}}\cdot 100\%}.

### Непрямі вимірювання
При визначенні похибки непрямих вимірювань, коли фізична величина розраховується за робочою формулою, насамперед необхідно одержати формули для обчислення похибок у кожному конкретному випадку. Похибки непрямих вимірювань знаходять за відомими похибками прямих вимірювань
Для простого випадку, коли шукана величина обчислюється сумою (різницею) x = a + b, і при цьому величини a і b визначаються прямими вимірюваннями у вигляді довірчих інтервалів:
{\displaystyle a=({\tilde {a}}\pm \Delta a)_{\alpha }} і {\displaystyle b=({\tilde {b}}\pm \Delta b)_{\alpha }}.
Тоді середнє значення величини знаходиться як сума (або різниця) середніх значень величин, отриманих прямими вимірюваннями, що додаються, а абсолютна похибка дорівнює сумі абсолютних похибок відповідних доданків:
{\displaystyle {\tilde {x}}={\tilde {a}}+{\tilde {b}}}
{\displaystyle \Delta x=\left(\Delta a+\Delta b\right)_{\alpha }}.
Якщо ж вимірювана величина обчислюється як функція декількох співмножників, то середнє значення знаходять за робочою формулою через середні значення виміряних складових, а формулу для отримання абсолютної похибки можна отримати таким чином:
- Задану робочу формулу спочатку логарифмують за основою натурального логарифма.
- Отриманий вираз диференціюють.
- Вважаючи, що похибки малі, переходять на кінцеві прирости, замінюючи знак диференціала d на Δ, а істинні значення -- середніми.
- Статично незалежні величини додаються геометрично, тому відносна похибка шуканої величини визначається як геометрична сума окремих похибок.
- За відносною похибкою знаходять абсолютну, з врахуванням раніше обчисленого за робочою формулою, середнього значення вимірюваної величини.
- Остаточний результат записують у вигляді довірчого інтервалу та відносної похибки.

## Філософське бачення
Навколо філософського змісту проблеми вимірювання в науці точиться постійна боротьба між матеріалізмом та ідеалізмом. На розв'язання проблеми вимірювання претендують інструменталізм, операціоналізм, логічний позитивізм. Інтерес для філософії становить теоретико-пізнавальна природа вимірювання, методологічний аналіз конкретних методів вимірювання, які співвідносять за певними правилами математичний формалізм теорії й фізичні об'єкти, відповідність числових значень теоретичним величинам і реальних показів вимірювальних приладів тощо.

## Виноски
1. 1 2 3 4 5 6 7 8 9 10 11  ДСТУ 2681-94 Державна система забезпечення єдності вимірювань. Метрологія. Терміни та визначення.
2. ↑  Про метрологію та метрологічну діяльність: Верховна Рада України; Закон від 05.06.2014 № 1314-VII. Архів оригіналу за 28 квітня 2015. Процитовано 11 липня 2014.
3. ↑  Сергеев А. Г., Крохин В. В. Метрология: Учеб. пособие для вузов.— М.: Логос, 2001.— 408 с.
4. ↑  Національний класифікатор України. Український класифікатор нормативних документів ДК 004:2008